# 河下站
河下站位于江西省新余市渝水区河下镇，是沪昆铁路上的车站，并设有联络线连接浩吉铁路新余西站。车站由南昌局集团宜春车务段管辖，不办理客运业务，货运仅办理专用线、专用铁路货运作业，设有通往中国石化江西销售分公司仙女湖油库的专用线，取送调机由新余站派出。
车站于1937年9月10日通车，当时站内设有3条股道。1976年车站建成油库专用线，全长700米。车站于1974年开始复线化工程，1980年完成上行至新余区间，1984年完成至下行界水区间。2006年因装卸量小，车站停办整车到发业务。